# Degenesis
Degenesis est un jeu de rôle allemand créé par Christian Günther et Marko Djurdjevic. Degenesis était d'abord un projet indépendant soutenu par Projekt Odyssee. Il a d'abord été produit et distribué en 2004 par Sighpress-Verlag. La seconde édition dite « rebirth » est produite et distribuée par Sixmorevodka depuis 2014. La seconde édition dite « rebirth » a été traduite en français et publiée en 2016 par Edge Entertainment.

## Thème
Degenesis est un jeu de rôle post-apocalyptique avec une petite dose de jeu à secret. En 2073, des chutes de météorites en Europe provoque la ruine de la civilisation. Cinq cents ans plus tard, une nouvelle civilisation émerge,,,,,,,.

## Distinction
Ce jeu a été nommé aux ENnie Awards, en 2016, en catégories Best Art, Interior, Best Game, Best Production Values, Best Setting, Product of the year